# Літинський Зиновій Іванович
Зиновій (Зенон) Іванович Літинський (нар. 17 листопада 1956, Тернопіль, УРСР) — радянський футболіст, нападник/півзахисник.

## Життєпис
Почав займатися футболом у тернопільській ДЮСШ, тренер — Зіновій Петрович Савицький. Грав у збірній команді школярів України, брав участь у всесоюзній спартакіаді учнів в Азербайджанській РСР, де отримав запрошення вступити на навчання в Ленінградську лісотехнічну академію. Виступав за студентську збірну на першості Ленінграда, в 1979 році запрошений у дублюючу команду «Зеніту».
Єдиний матч у чемпіонаті СРСР провів 25 листопада 1979 року: в останньому турі відіграв перший тайм у гостьовому матчі проти «Арарату». У 1980 році в контрольному матчі отримав травму ноги, довгий час лікувався і втратив місце в складі. Планував перейти в команду першої ліги «Шинник» (Ярославль), але повернувся на батьківщину.
У 1981 році грав у команді КФК «Нива» (Підгайці), але знову отримав важку травму — перелом ноги — і відновлювався більше року. Разом з сім'єю переїхав до Якутії, де грав три роки. У 1989 році грав у другій лізі за «Сахалін» (Холмськ), кар'єру закінчив у 35 років в команді КФК «Портовик» (Холмськ).
Повернувся до Тернополя, де став торгувати спортивним інвентарем, директор мережі магазинів «Спортсмен». Син Тарас також був футболістом.